# Plebiscyt „Przeglądu Sportowego”
Plebiscyt „Przeglądu Sportowego” na najlepszego polskiego sportowca roku – plebiscyt mający na celu wyłonienie najlepszego sportowca danego roku kalendarzowego w Polsce, wymyślony i organizowany przez redakcję dziennika „Przegląd Sportowy”. Później do organizatorów dołączyły także Telewizja Polsat (w latach 1998–2000 i od 2017) i Telewizja Polska (w latach 2001–2017). W plebiscycie wyłanianych jest 10 najlepszych polskich zawodników (pod uwagę brane są kobiety i mężczyźni we wszystkich dyscyplinach), z których jeden zostaje uznany za sportowca roku. Drugi najstarszy tego typu konkurs na świecie, po Svenska Dagbladets guldmedalj, organizowanym od 1925 plebiscycie na najlepszego sportowca roku w Szwecji.
Pierwsza edycja konkursu została przeprowadzona w 1926, a wygrał ją Wacław Kuchar. Plebiscyt nie był organizowany w latach 1939–1947 (II wojna światowa i okres powojenny) oraz w 1953 (względy organizacyjne), a  dziesiątka plebiscytu w 1953 wytypowana została dopiero w 1989 przez grono ekspertów.
Rekordzistką w liczbie zwycięstw jest Justyna Kowalczyk, która wygrała plebiscyt 5 razy (2009–2013). Najwięcej miejsc na podium mają Stanisława Walasiewicz i Irena Szewińska – po osiem. Robert Lewandowski był dwanaście razy z rzędu w czołowej dziesiątce plebiscytu (2011–2022).
Uroczyste gale laureatów odbywały się w Warszawie (m.in. Sala Kongresowa Pałacu Kultury i Nauki, Hotel Victoria, Hotel DoubleTree by Hilton Warsaw, Teatr Polski) oraz w Łodzi (Pałac Sportu).

## Regulamin
Plebiscyt miał zwykle następującą formułę:
- specjalnie powołana kapituła – składająca się z grona znawców sportu (dziennikarzy, byłych sportowców, działaczy itp.) – ustala grupę 30 zawodników, którzy w danym roku kalendarzowym wyróżnili się swymi dokonaniami sportowymi (z uwagi na fakt, że owa lista sporządzana jest w październiku, grono to może zostać wyjątkowo powiększone o nazwiska zawodników, którzy odnieśli znaczące sukcesy w listopadzie);
- od pierwszego tygodnia listopada do ostatniego tygodnia grudnia – w każdym wydaniu Przeglądu Sportowego (i ewentualnie gazet „zaprzyjaźnionych”) – drukowane są specjalne kupony, na których czytelnicy mogą oddawać swoje głosy, wybierając 10 nazwisk spośród listy sporządzonej wcześniej przez kapitułę, bądź wpisując nazwiska dowolnego innego sportowca;
- w tym samym czasie głosować można również telefonicznie – za pomocą systemu Audiotele oraz SMS;
  - sportowiec wytypowany na pierwszym miejscu każdego ważnego kuponu otrzymuje 10 punktów, zawodnik wskazany na pozycji drugiej – 9 punktów, na trzeciej – 8 punktów i tak do lokaty dziesiątej za 1 punkt;
  - po wprowadzeniu możliwości głosowania za pomocą Audiotele i SMS-ów, zawodnik na nazwisko którego wysłano głos otrzymuje 5 punktów.
- suma punktów – zliczona ze wszystkich ważnych kuponów, które dotrą do siedziby redakcji Przeglądu Sportowego do 3 stycznia oraz ze wszystkich połączeń Audiotele i SMS-ów – daje wynik końcowy danego sportowca;
- końcowe wyniki plebiscytu prezentowane są w pierwszą lub drugą sobotę stycznia, podczas uroczystej gali laureatów – Gali Mistrzów Sportu (jej miejsce nie jest stałe i na przestrzeni lat ulegało kilku zmianom);
- zawodnikowi z największą liczbą punktów zostaje przyznany tytuł sportowca roku;
- pozostałe miejsca zajmują kolejno zawodnicy z coraz mniejszą liczbą punktów;
- zawodnicy nieznajdujący się w gronie wskazanym przez kapitułę – na których jednak oddawano ważne głosy – mogą ostatecznie zająć miejsce następujące po ostatniej pozycji zawodnika zgłoszonego przez kapitułę, niezależnie od liczby punktów, które zgromadzili (tj. lokatę 31, w przypadku gdy kapituła nie powiększy grona swych wybrańców).

## Zwycięzcy Plebiscytu
| 1926                                             | Wacław Kuchar                | hokej na lodzie, lekkoatletyka, łyżwiarstwo szybkie, piłka nożna |
| 1927                                             | Halina Konopacka             | lekkoatletyka                                                    |
| 1928                                             | Halina Konopacka             | lekkoatletyka                                                    |
| 1929                                             | Stanisław Petkiewicz         | lekkoatletyka                                                    |
| 1930                                             | Stanisława Walasiewicz       | lekkoatletyka                                                    |
| 1931                                             | Janusz Kusociński            | lekkoatletyka                                                    |
| 1932                                             | Stanisława Walasiewicz       | lekkoatletyka                                                    |
| 1933                                             | Stanisława Walasiewicz       | lekkoatletyka                                                    |
| 1934                                             | Stanisława Walasiewicz       | lekkoatletyka                                                    |
| 1935                                             | Roger Verey                  | wioślarstwo                                                      |
| 1936                                             | Jadwiga Jędrzejowska         | tenis ziemny                                                     |
| 1937                                             | Jadwiga Jędrzejowska         | tenis ziemny                                                     |
| 1938                                             | Stanisław Marusarz           | skoki narciarskie                                                |
| W latach 1939–1947 nagroda nie była przyznawana. |                              |                                                                  |
| 1948                                             | Aleksy Antkiewicz            | boks                                                             |
| 1949                                             | Zdobysław Stawczyk           | lekkoatletyka                                                    |
| 1950                                             | Helena Rakoczy               | gimnastyka                                                       |
| 1951                                             | Zygmunt Chychła              | boks                                                             |
| 1952                                             | Zygmunt Chychła              | boks                                                             |
| 1953                                             | Leszek Drogosz               | boks                                                             |
| 1954                                             | Janusz Sidło                 | lekkoatletyka                                                    |
| 1955                                             | Janusz Sidło                 | lekkoatletyka                                                    |
| 1956                                             | Elżbieta Krzesińska          | lekkoatletyka                                                    |
| 1957                                             | Jerzy Pawłowski              | szermierka                                                       |
| 1958                                             | Zdzisław Krzyszkowiak        | lekkoatletyka                                                    |
| 1959                                             | Edmund Piątkowski            | lekkoatletyka                                                    |
| 1960                                             | Józef Szmidt                 | lekkoatletyka                                                    |
| 1961                                             | Ireneusz Paliński            | podnoszenie ciężarów                                             |
| 1962                                             | Teresa Ciepły                | lekkoatletyka                                                    |
| 1963                                             | Ryszard Parulski             | szermierka                                                       |
| 1964                                             | Józef Szmidt                 | lekkoatletyka                                                    |
| 1965                                             | Irena Kirszenstein           | lekkoatletyka                                                    |
| 1966                                             | Irena Kirszenstein           | lekkoatletyka                                                    |
| 1967                                             | Sobiesław Zasada             | rajdy samochodowe                                                |
| 1968                                             | Jerzy Pawłowski              | szermierka                                                       |
| 1969                                             | Waldemar Baszanowski         | podnoszenie ciężarów                                             |
| 1970                                             | Teresa Sukniewicz            | lekkoatletyka                                                    |
| 1971                                             | Ryszard Szurkowski           | kolarstwo szosowe                                                |
| 1972                                             | Witold Woyda                 | szermierka                                                       |
| 1973                                             | Ryszard Szurkowski           | kolarstwo szosowe                                                |
| 1974                                             | Irena Szewińska              | lekkoatletyka                                                    |
| 1975                                             | Zygmunt Smalcerz             | podnoszenie ciężarów                                             |
| 1976                                             | Irena Szewińska              | lekkoatletyka                                                    |
| 1977                                             | Janusz Pyciak-Peciak         | pięciobój nowoczesny                                             |
| 1978                                             | Józef Łuszczek               | biegi narciarskie                                                |
| 1979                                             | Jan Jankiewicz               | kolarstwo szosowe                                                |
| 1980                                             | Władysław Kozakiewicz        | lekkoatletyka                                                    |
| 1981                                             | Janusz Pyciak-Peciak         | pięciobój nowoczesny                                             |
| 1982                                             | Zbigniew Boniek              | piłka nożna                                                      |
| 1983                                             | Zdzisław Hoffmann            | lekkoatletyka                                                    |
| 1984                                             | Andrzej Grubba               | tenis stołowy                                                    |
| 1985                                             | Lech Piasecki                | kolarstwo szosowe                                                |
| 1986                                             | Andrzej Malina               | zapasy                                                           |
| 1987                                             | Marek Łbik i Marek Dopierała | kajakarstwo                                                      |
| 1988                                             | Waldemar Legień              | judo                                                             |
| 1989                                             | Joachim Halupczok            | kolarstwo szosowe                                                |
| 1990                                             | Wanda Panfil                 | lekkoatletyka                                                    |
| 1991                                             | Wanda Panfil                 | lekkoatletyka                                                    |
| 1992                                             | Waldemar Legień              | judo                                                             |
| 1993                                             | Rafał Kubacki                | judo                                                             |
| 1994                                             | Andrzej Wroński              | zapasy                                                           |
| 1995                                             | Paweł Nastula                | judo                                                             |
| 1996                                             | Renata Mauer                 | strzelectwo                                                      |
| 1997                                             | Paweł Nastula                | judo                                                             |
| 1998                                             | Robert Korzeniowski          | lekkoatletyka                                                    |
| 1999                                             | Tomasz Gollob                | żużel                                                            |
| 2000                                             | Robert Korzeniowski          | lekkoatletyka                                                    |
| 2001                                             | Adam Małysz                  | skoki narciarskie                                                |
| 2002                                             | Adam Małysz                  | skoki narciarskie                                                |
| 2003                                             | Adam Małysz                  | skoki narciarskie                                                |
| 2004                                             | Otylia Jędrzejczak           | pływanie                                                         |
| 2005                                             | Otylia Jędrzejczak           | pływanie                                                         |
| 2006                                             | Otylia Jędrzejczak           | pływanie                                                         |
| 2007                                             | Adam Małysz                  | skoki narciarskie                                                |
| 2008                                             | Robert Kubica                | Formuła 1                                                        |
| 2009                                             | Justyna Kowalczyk            | biegi narciarskie                                                |
| 2010                                             | Justyna Kowalczyk            | biegi narciarskie                                                |
| 2011                                             | Justyna Kowalczyk            | biegi narciarskie                                                |
| 2012                                             | Justyna Kowalczyk            | biegi narciarskie                                                |
| 2013                                             | Justyna Kowalczyk            | biegi narciarskie                                                |
| 2014                                             | Kamil Stoch                  | skoki narciarskie                                                |
| 2015                                             | Robert Lewandowski           | piłka nożna                                                      |
| 2016                                             | Anita Włodarczyk             | lekkoatletyka                                                    |
| 2017                                             | Kamil Stoch                  | skoki narciarskie                                                |
| 2018                                             | Bartosz Kurek                | siatkówka                                                        |
| 2019                                             | Bartosz Zmarzlik             | żużel                                                            |
| 2020                                             | Robert Lewandowski           | piłka nożna                                                      |
| 2021                                             | Robert Lewandowski           | piłka nożna                                                      |
| 2022                                             | Iga Świątek                  | tenis ziemny                                                     |
| 2023                                             | Iga Świątek                  | tenis ziemny                                                     |
| 2024                                             | Aleksandra Mirosław          | wspinaczka sportowa                                              |

## Statystyki

### Wielokrotni zwycięzcy
| 5 zwycięstw         | 4 zwycięstwa                                             | 3 zwycięstwa                              | 2 zwycięstwa |
| ------------------- | -------------------------------------------------------- | ----------------------------------------- | --- |
| - Justyna Kowalczyk | - Adam Małysz - Irena Szewińska - Stanisława Walasiewicz | - Otylia Jędrzejczak - Robert Lewandowski | - Zygmunt Chychła - Jadwiga Jędrzejowska - Halina Konopacka - Robert Korzeniowski - Waldemar Legień - Paweł Nastula - Wanda Panfil-González - Jerzy Pawłowski - Janusz Pyciak-Peciak - Janusz Sidło - Kamil Stoch - Józef Szmidt - Ryszard Szurkowski - Iga Świątek |

### Sportowcy z największą liczbą miejsc na podium
| Lp. | Sportowiec             | Łącznie | Bilans miejsc | Bilans miejsc | Bilans miejsc |
| Lp. | Sportowiec             | Łącznie | 1.            | 2.            | 3.            |
| --- | ---------------------- | ------- | ------------- | ------------- | ------------- |
| 1.  | Irena Szewińska        | 8       | 4             | 4             | 0             |
| 2.  | Stanisława Walasiewicz | 8       | 4             | 0             | 4             |
| 3.  | Robert Lewandowski     | 7       | 3             | 3             | 1             |
| 4.  | Janusz Sidło           | 7       | 2             | 4             | 1             |
| 5.  | Robert Korzeniowski    | 7       | 2             | 3             | 2             |
| 6.  | Adam Małysz            | 6       | 4             | 0             | 2             |
| 7.  | Otylia Jędrzejczak     | 6       | 3             | 2             | 1             |
| 8.  | Jerzy Pawłowski        | 6       | 2             | 0             | 4             |
| 9.  | Justyna Kowalczyk      | 5       | 5             | 0             | 0             |
| 10. | Kamil Stoch            | 5       | 2             | 2             | 1             |
| 11. | Anita Włodarczyk       | 5       | 1             | 3             | 1             |
| 12. | Waldemar Baszanowski   | 5       | 1             | 1             | 3             |

### Sportowcy roku według uprawianych dyscyplin
| Dyscyplina            | Liczba zwycięstw | Zwycięzcy (alfabetycznie) |
| --------------------- | ---------------- | --- |
| Lekkoatletyka         | 30               | Teresa Ciepły, Zdzisław Hoffmann, Halina Konopacka (2), Robert Korzeniowski (2), Władysław Kozakiewicz, Elżbieta Krzesińska, Zdzisław Krzyszkowiak, Wacław Kuchar, Janusz Kusociński, Wanda Panfil-González (2), Stanisław Petkiewicz, Edmund Piątkowski, Janusz Sidło (2), Zdobysław Stawczyk, Teresa Sukniewicz-Kleiber, Irena Szewińska (4), Józef Szmidt (2), Stanisława Walasiewicz (4), Anita Włodarczyk |
| Narciarstwo klasyczne | 13               | Justyna Kowalczyk (5), Józef Łuszczek, Adam Małysz (4), Stanisław Marusarz, Kamil Stoch (2) |
| Judo                  | 5                | Rafał Kubacki, Waldemar Legień (2), Paweł Nastula (2) |
| Kolarstwo szosowe     | 5                | Joachim Halupczok, Jan Jankiewicz, Lech Piasecki, Ryszard Szurkowski (2) |
| Piłka nożna           | 5                | Zbigniew Boniek, Wacław Kuchar, Robert Lewandowski (3) |
| Boks                  | 4                | Aleksy Antkiewicz, Zygmunt Chychła (2), Leszek Drogosz |
| Szermierka            | 4                | Ryszard Parulski, Jerzy Pawłowski (2), Witold Woyda |
| Tenis ziemny          | 4                | Jadwiga Jędrzejowska (2), Iga Świątek (2) |
| Pływanie              | 3                | Otylia Jędrzejczak (3) |
| Podnoszenie ciężarów  | 3                | Waldemar Baszanowski, Ireneusz Paliński, Zygmunt Smalcerz |
| Pięciobój nowoczesny  | 2                | Janusz Pyciak-Peciak (2) |
| Zapasy                | 2                | Andrzej Malina, Andrzej Wroński |
| Sport żużlowy         | 2                | Tomasz Gollob, Bartosz Zmarzlik |
| Formuła 1             | 1                | Robert Kubica |
| Gimnastyka            | 1                | Helena Rakoczy |
| Hokej na lodzie       | 1                | Wacław Kuchar |
| Kajakarstwo           | 1                | Marek Łbik i Marek Dopierała (wspólnie) |
| Łyżwiarstwo szybkie   | 1                | Wacław Kuchar |
| Piłka siatkowa        | 1                | Bartosz Kurek |
| Rajdy samochodowe     | 1                | Sobiesław Zasada |
| Strzelectwo           | 1                | Renata Mauer-Różańska |
| Tenis stołowy         | 1                | Andrzej Grubba |
| Wioślarstwo           | 1                | Roger Verey |
| Wspinaczka sportowa   | 1                | Aleksandra Mirosław |